# Aleksandr Adabashyan
Aleksandr Artyomovich Adabashyan (en ruso: Алекса́ндр Артёмович Адабашья́н; 10 de agosto de 1945, Moscú) es un guionista de cine, artista, director y actor soviético y ruso. Honrado como Artista de la RSFSR (1983), y Artista de Rusia (2016).

## Biografía
Nació en Moscú en una familia armenia rusa compuesta por Artyom Adabashyan, funcionario del Ministerio de Industria de la Construcción, y Valentina Barkhudarova, profesora de lengua alemana. Según él, se crio dentro de la cultura rusa, no habla armenio y visitó Ereván solo dos veces en su vida. En 1962 se matriculó en la Universidad Estatal de Artes e Industria de Moscú Stroganov, y en 1964 fue a servir en el ejército. En tres años después regresó y terminó los cursos de arte.

## Carrera
Como estudiante, conoció a Nikita Mikhalkov y participó en su película A Quite Day at the End of the War como decorador. Después de eso, se convirtió en su colaborador habitual, participando en la mayoría de sus películas como director de arte, artista, guionista y actor (generalmente en papeles episódicos). También trabajó constantemente con otros directores de cine como Georgiy Daneliya, Andrei Konchalovsky, Sergei Solovyov y Dunya Smirnova . 
Dirigió dos películas por su cuenta: Mado, poste restante (que fue nominado para el Premio César 1991 como mejor trabajo debut) y la miniserie Azazel, primera adaptación de las aventuras de Erast Fandorin. Además, hizo una carrera como actor de comedia, interpretando a Barrymore en la adaptación soviética de El sabueso de los Baskerville, también junto a Nikita Mikhalkov (que interpretó a Sir Henry Baskerville). Entre sus otros papeles notables está Timofeev en Five Eveningings y Berlioz en The Master and Margarita. 
Entre 1997 y 1998 dirigió dos óperas: Boris Godunov para el Teatro Mariinsky y Khovanshchina para la ópera La Scala. También trabajó como diseñador de interiores en varios restaurantes de Moscú. 

## Vida personal
Se ha casado dos veces. Su primera esposa fue Marina Lebesheva, la hermana del cinematógrafo ruso Pavel Lebeshev. Su segunda esposa es Ekaterina Shadrina, una asistente de diseñadora de vestuario que también apareció en un pequeño papel en At Home Among Strangers de Mikhalkov. Tienen dos hijas. 

## Premios
- 1978 - Laureado del Premio Estatal de la RSS de Kazajistán Kulyash Baiseitova
- 1983 - Pintor honrado de la RSFSR[6]
- 1990 - Premio del Jurado Juvenil Festival Internacional de Cine Cinema Europe en Ravenna por la película Mado, poste restante [7]
- 1991 - Nominado al Premio César, mejor trabajo debut (Mado, poste restante )[5]
- 1991 - Premio Flayyano Silver Pegasus (Italia al mejor escenario extranjero)
- 1993 - Premio Fellini al mejor escenario europeo
- 2006 - Premio VII Festival ruso de comedia Smile, Rusia! por su contribución a la comedia[8]
- 2013 - Premio especial del jurado Festival de cine Ventana a Europa en Vyborg (Dog Heaven)[9]
- 2014 - Nominado al Premio Golden Eagle al Mejor Guion (Dog Heaven)